# Miljeno
Miljeno är ett samhälle i Bosnien och Hercegovina.   Det ligger i entiteten Republika Srpska, i den sydöstra delen av landet, 60 km sydost om huvudstaden Sarajevo. Miljeno ligger 588 meter över havet och antalet invånare är 319.
Terrängen runt Miljeno är huvudsakligen lite bergig. Miljeno ligger nere i en dal. Närmaste större samhälle är Goražde, 9,0 km nordväst om Miljeno. 
I omgivningarna runt Miljeno växer i huvudsak lövfällande lövskog. Runt Miljeno är det ganska tätbefolkat, med 67 invånare per kvadratkilometer.